# Hedwig von Beverfoerde

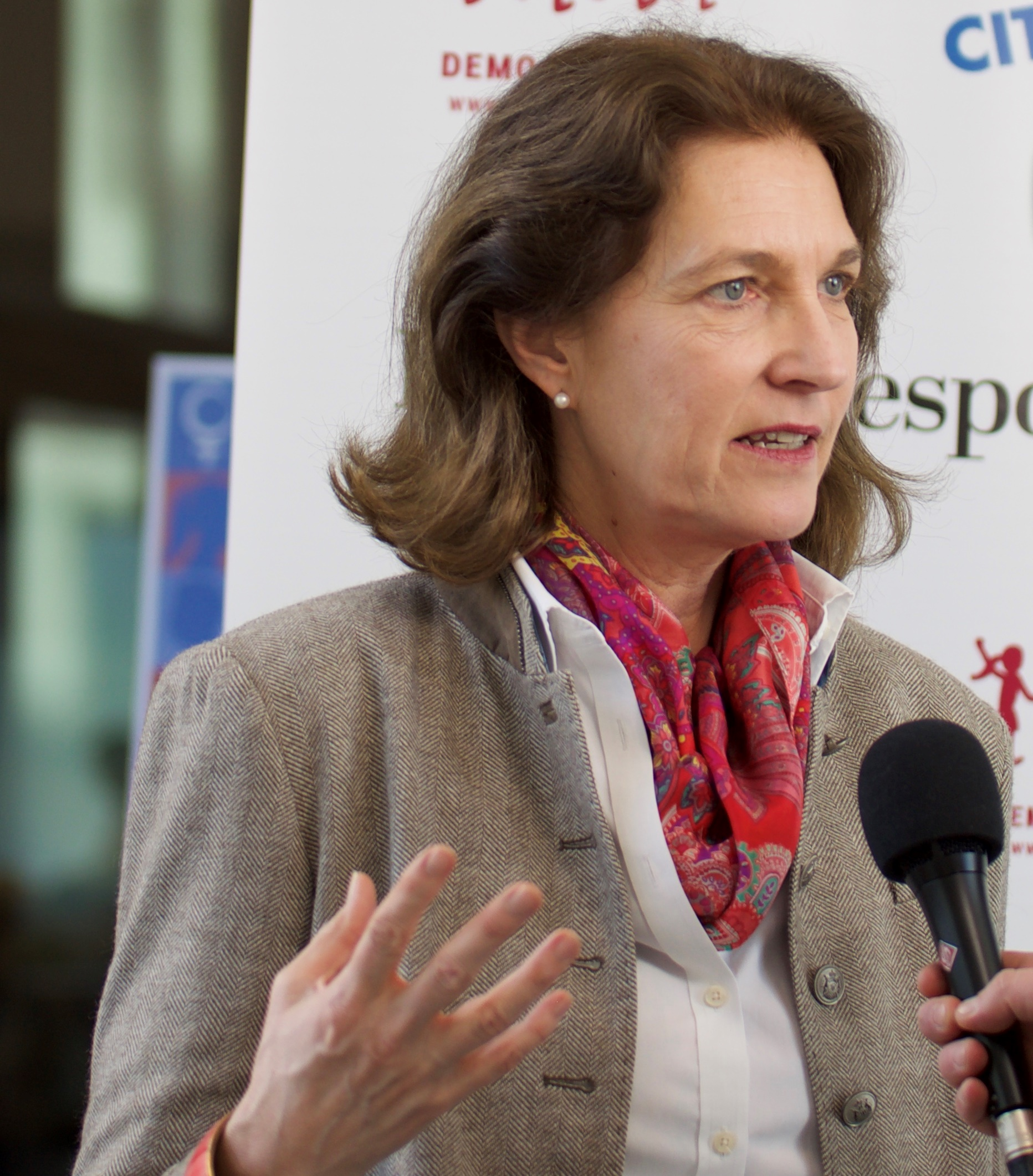
Hedwig Freifrau von Beverfoerde (München 2019)

Hedwig Freifrau von Beverfoerde, geborene Freiin von Lüninck (* 1963 in Ostwig), ist eine deutsche Aktivistin, die sich in verschiedenen konservativen und katholischen Bürgerinitiativen und Netzwerken engagiert. Sie wurde als Gründerin der Initiative Familienschutz und Mitorganisatorin der Demo für Alle bekannt und engagiert sich unter anderem in der Bürgerinitiative Einer von uns und als Vorsitz in dem AfD-nahen Verein „Ehe-Familie-Leben“. Sie war Mitglied der CDU und tritt regelmäßig bei Talkshows, Online-Kampagnen, Petitionen und Demonstrationen auf.  Sie hat eine Ausbildung als Europasekretärin und Diplom-Betriebswirtin.

## Leben

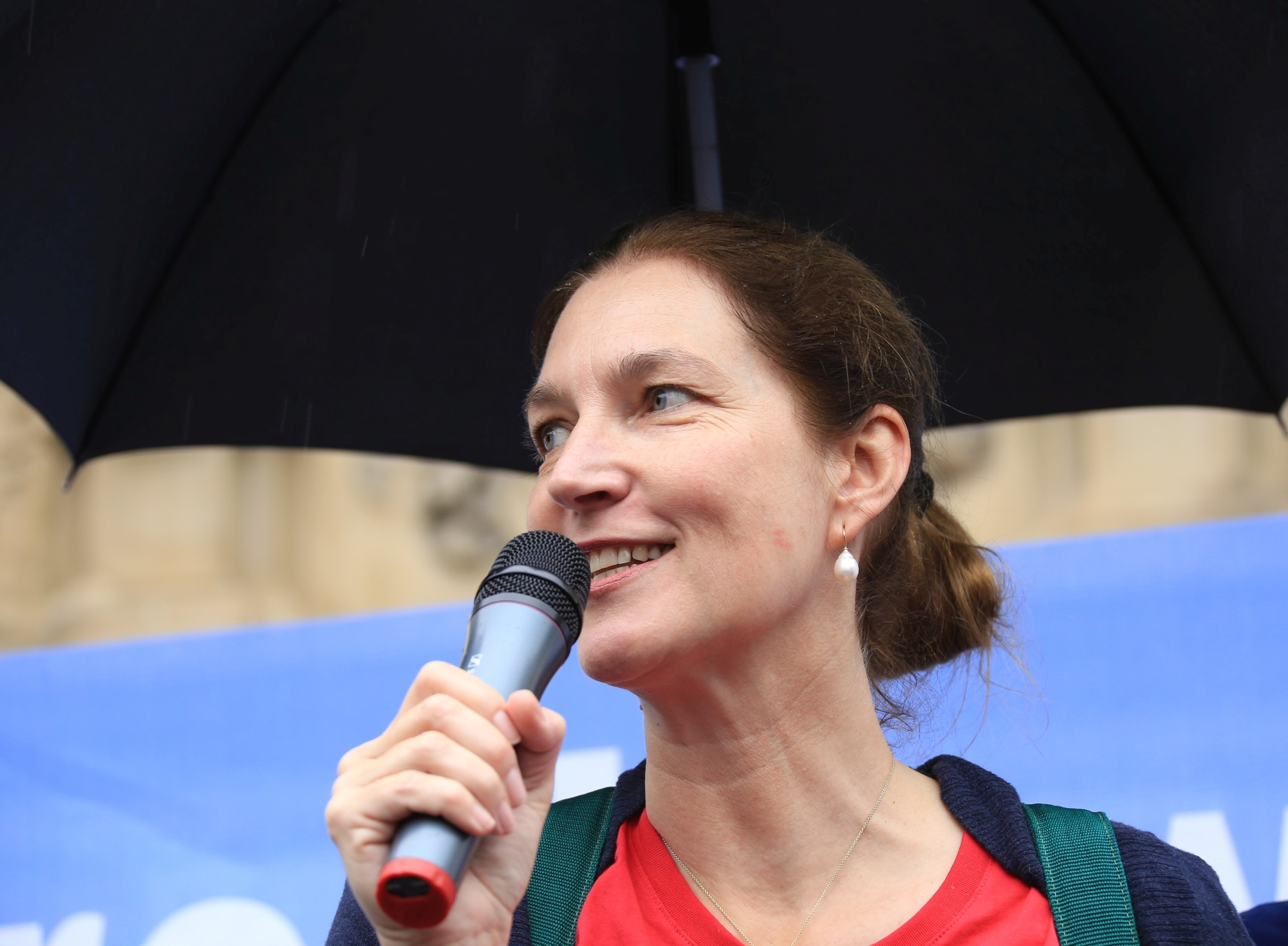
Hedwig Freifrau von Beverfoerde (2014)

Von Beverfoerde wurde im Sauerland geboren. Sie ging auf deutsche und internationale Schulen und erlangte das  Abitur in der Heimschule Kloster Wald, einem katholischen Mädcheninternat. Nach einer Ausbildung als Europasekretärin in Brüssel studierte sie Betriebswirtschaftslehre in Bielefeld und Münster. Nach dem Abschluss als Diplom-Betriebswirtin arbeitete sie zeitweise als Marketingassistentin in Dülmen. Sie ist verheiratet, Mutter von drei Kindern und wohnt mit ihrer Familie in Magdeburg. Ihr Ehemann Josef (* 1960) aus der Familie Elverfeldt genannt von Beverfoerde zu Werries ist Inhaber einer Gerüstbaufirma (Bever) in Magdeburg. Nach der Eheschließung arbeitete sie zunächst als Assistentin des Vertriebsvorstands einer Aktiengesellschaft in Magdeburg. Nach 1993 beendete sie die Erwerbstätigkeit und engagierte sich im politischen und katholischen Bereich.

## Politisches Engagement

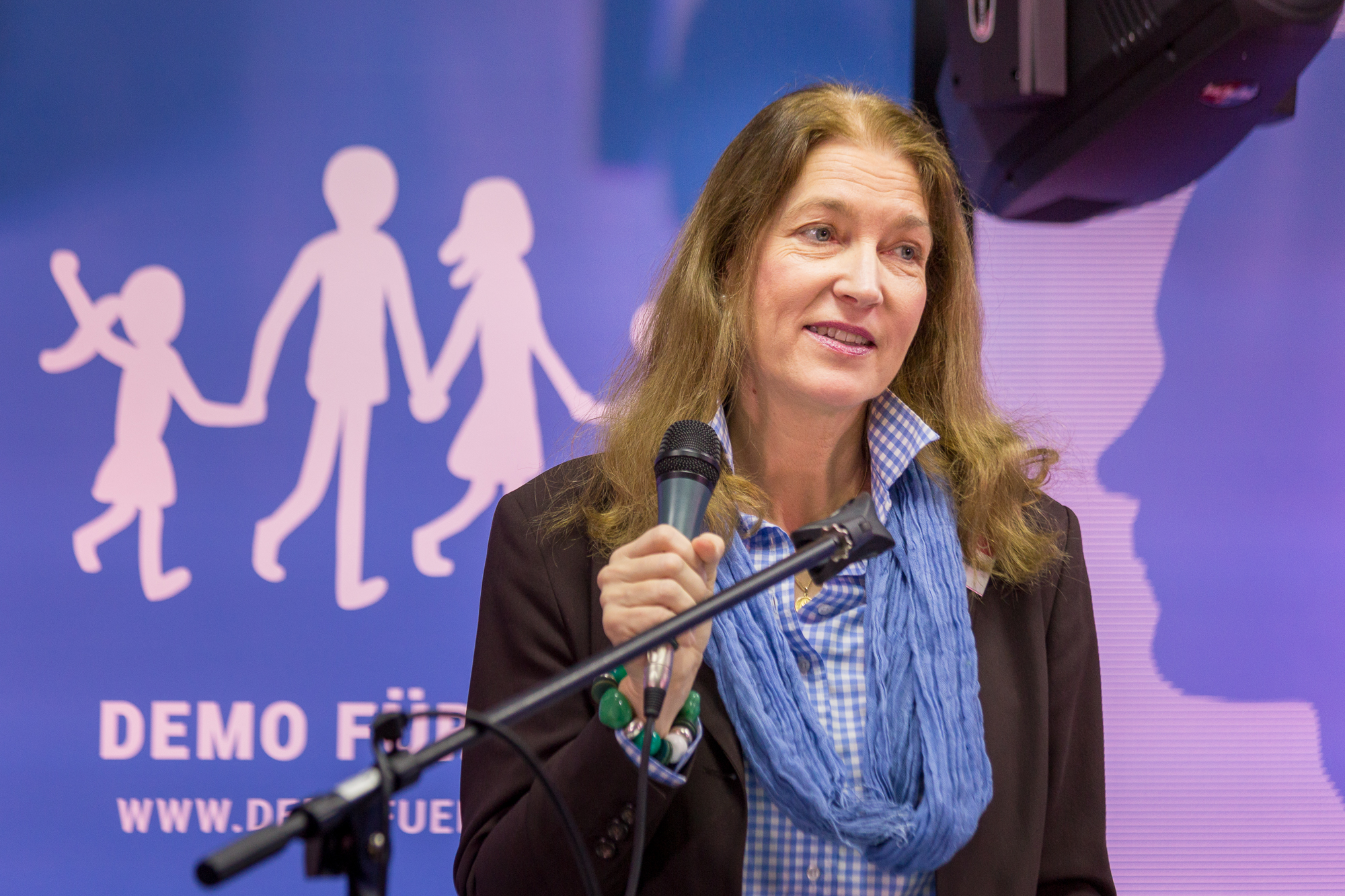
Hedwig Freifrau von Beverfoerde (2018) auf der Demo für Alle

Von Beverfoerde war bis Dezember 2016 Mitglied der CDU und im Kreisvorstand der CDU Jerichower Land. Sie begann ihr Engagement in Sachsen-Anhalt mit einem (erfolgreichen) Protest gegen das Konzept der „Grundschule mit festen Öffnungszeiten“ und dem zugehörigen Volksentscheid. Sie war Mitbegründerin der landesweiten Bürgerinitiative Familienschutz, die sich gegen „die Vereinnahmung von Kindern über den Unterricht hinaus“ einsetzte. Die Initiative setzt sich unter anderem auch für das Betreuungsgeld ein. Von Beverfoerde koordinierte zusammen mit Beatrix von Storch (AfD) die familienpolitisch konservative Demo für alle, die sich gegen den Bildungsplan 2015 der grün-roten Landesregierung Baden-Württembergs aussprach. Sie erreichte dabei auch in Baden-Württemberg eine erhebliche Mobilisierung. Sie ist ebenso Mitglied bei der konservativen Laienorganisation Forum Deutscher Katholiken.
Bei der Bürgerinitiative Familienschutz, nach eigenen Angaben Teil der Zivilen Koalition,  und dem Onlinemedium Die Freie Welt arbeitet von Beverfoerde unter anderem im Redaktionsbeirat mit Sven von Storch zusammen. Sie wurde ebenso durch Talkshowauftritte bekannt.
Von Beverfoerde unterstützte mit ihrer Unterschrift den umstrittenen Aufruf von Carlo Maria Viganò vom 7. Mai 2020 mit dem lateinischen Titel „Veritas liberabit vos!“ (Die Wahrheit wird euch befreien, nach Joh 8,32 ), das auf dem Internetportal katholisch.de der Deutschen Bischofskonferenz als „Konglomerat an Verschwörungsmythen und Pseudowissenschaft“ bezeichnet wird.

## Kontroversen

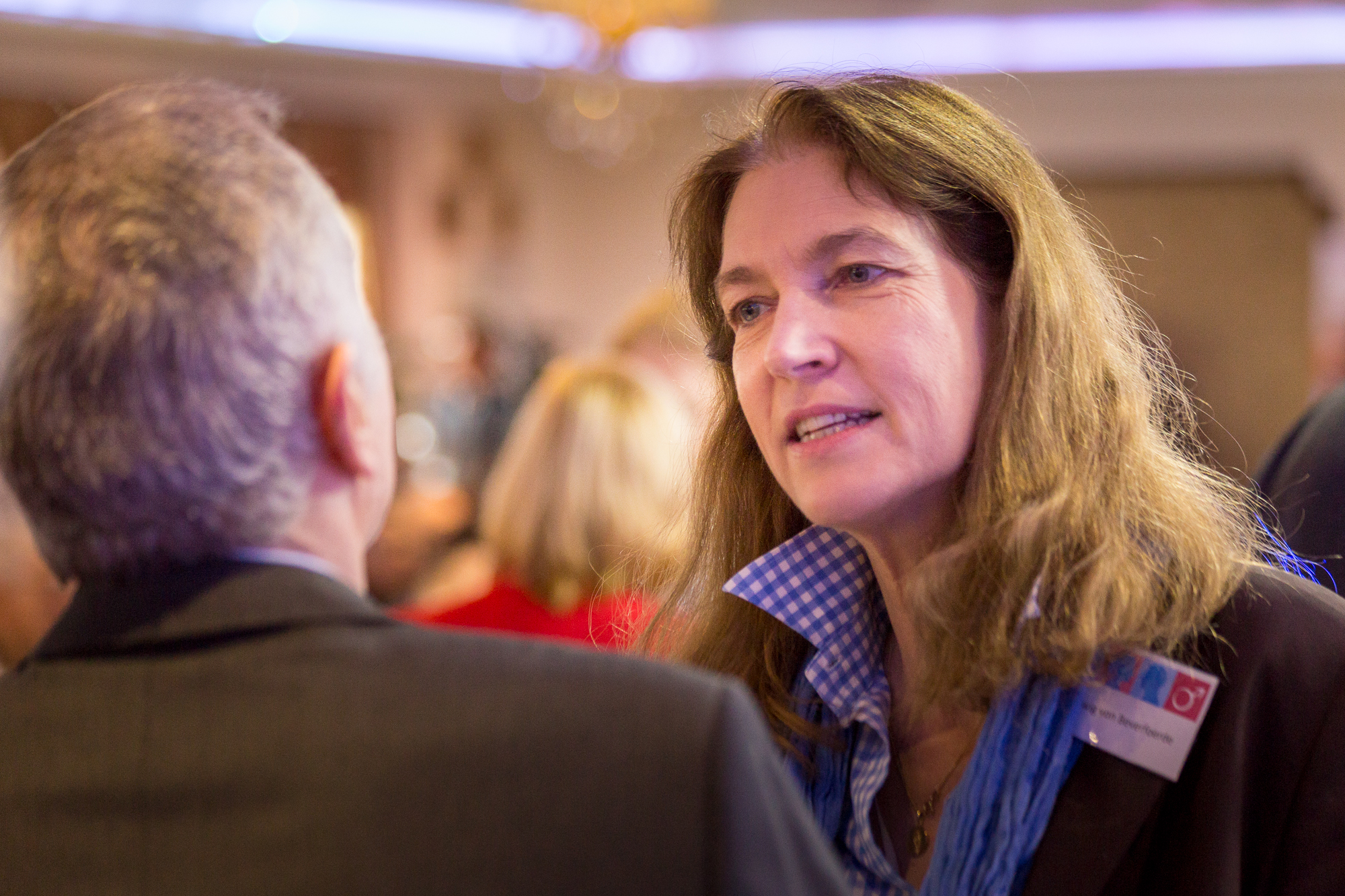
Hedwig Freifrau von Beverfoerde (2018)

Von Beverfoerde lehnt die rechtliche Gleichstellung von gleichgeschlechtlichen Lebenspartnerschaften mit der Ehe ab. Das LGBT-Netzwerk „Enough is Enough! Open your mouth!“ legte von Beverfoerde regelmäßige Kampagnen, Petitionen und Demonstrationen in dem Umfeld zur Last und kritisierte sie mit dem Negativpreis der „Miss Homophobia“ Ende 2015 als eine der „aktivsten Vertreterinnen von Angst und Hass gegenüber Lesben und Schwulen in Deutschland“.

### Gerichtliche Auseinandersetzung
Im Dezember 2015 wurde Beverfoerdes Darstellung im Stück Fear des Regisseurs Falk Richter Gegenstand einer gerichtlichen Auseinandersetzung. In dem komplexen und multimedialen Werk waren unter anderem Bilder von ihr wie Beatrix von Storch neben solchen von Anders Behring Breivik und Beate Zschäpe gezeigt worden. Von Beverfoerde erwirkte zunächst eine einstweilige Verfügung gegen die Inszenierung an der Berliner Schaubühne am Lehniner Platz, die aber abgewiesen wurde.  Die Schaubühne durfte das Stück zunächst unverändert aufführen. Im Jahr 2018 wurden von anderer Seite Änderungen durchgesetzt.
Sie selbst macht das Stück indirekt für einen Brandanschlag im Hof ihres Familienunternehmens verantwortlich, der wenige Tage nach der Premiere des Stückes verübt wurde. Dabei brannte nach Pressemeldungen ein VW-Bus aus, der auch bei den Demonstrationen im Einsatz war. Der Sachschaden wurde von der Polizei auf bis zu 80.000 Euro geschätzt, der Staatsschutz übernahm die Ermittlungen.

### Verbindung zu einem Putin nahen russischen Oligarchen
Der Verein „Ehe-Familie-Leben“, der die „Demo für Alle“ organisiert und dessen Vorsitz von Beverfoerde innehat, wurde von dem Putin-nahen russischen Oligarchen Malofejew  gefördert. Als entsprechende Zusammenhänge durch den Grünen Bundestagsabgeordneten Andreas Audretsch öffentlich gemacht wurden, versuchte der Verein diese Aussagen juristisch verbieten zu lassen. Dieses Vorhaben scheiterte in letzter Instanz mit einer Abweisung durch das Hanseatische Oberlandesgericht in Hamburg. In der Urteilsbegründung wurde auf die finanzielle Verbindung über die Finanzierung durch die Stiftung CitizenGo verwiesen.